# Новы-Виснич (гмина)
Гмина Новы-Виснич (пол. Gmina Nowy Wiśnicz)  —  городско-сельская гмина (волость) в Польше, входит как административная единица в Бохнявский повет,  Малопольское воеводство. Население 12 821 человек (на 2004 год).

## Демография
Данные по переписи 2004 года:
| Перепись                         | Всего   | Всего | Женщины | Женщины | Мужчины | Мужчины |
| -------------------------------- | ------- | ----- | ------- | ------- | ------- | ------- |
| Единицы                          | человек | %     | человек | %       | человек | %       |
| Население                        | 12 821  | 100   | 6478    | 50,5    | 6343    | 49,5    |
| Плотность населения (чел./кв.км) | 155,4   | 155,4 | 78,5    | 78,5    | 76,9    | 76,9    |

## Сельские округа
1. Хронув
2. Кобыле
3. Копалины
4. Крулювка
5. Лександрова
6. Ломна
7. Мухувка
8. Ольхава
9. Полом-Дужы
10. Стары-Виснич
11. Виснич-Малы

## Соседние гмины
1. Гмина Бохня
2. Бохня
3. Гмина Бжеско
4. Гмина Гнойник
5. Гмина Липница-Мурована
6. Гмина Тшчана
7. Гмина Жегоцина